# Carlina biebersteinii var. fennica
Carlina biebersteinii var. fennica (возможное русскоязычное название Колючник Биберштейна разн. финский), также известный под устаревшим синонимичным названием Колючник финский — подвид травянистых цветковых растений рода Колючник (Carlina) семейства Астровые, или Сложноцветные (Asteraceae).

## Ботаническое описание
Отличается от основного вида Колючник Биберштейна менее развитым войлочным опушением и чуть более корткими верхними стеблевыми листьями, не скученными под корзинками и не превышающими листочки обёрток.
Двулетнее травянистое растение. Корень веретенообразный, слегка разветвлённый, длиной до 12 см. На первом году формируется розетка со спирально расположенными листьями; на втором — развивается прямостоячий, паутинисто-опушённый стебель высотой 20-70 см, иногда ветвящийся в верхней части, с очерёдным листорасположением.
Розеточные листья стелющиеся, ланцетные или ланцетно-линейные, длиной 1,5-12,5 см, шириной — 0,5-1,2 см, сверху зелёные, почти голые, снизу покрыты паутинисто-войлочным опушением серовато-серебристого цвета. Листовая пластинка по краю слегка зазубрена, каждый зубчик заканчивается реснитчатообразным шипом. Нижние стеблевые листья черешковые, длиной 7-10 см, шириной 0,7-0,9 см; средние сидячие, длиной 4,5-9 см, шириной 0,4-0,8 см; верхние — сидячие, длиной 2,5-2,6 см и шириной около 0,6 см.
Трубчатые, обоеполые цветки собраны в одиночные или щитовидные корзинки. Венчик тёмно-пурпурный.
Семянки продолговатые, цилиндрические, опушённые. Волоски хохолка в два-четыре раза длиннее семянки, при основании сросшиеся в плёнчатые пучки.

## Распространение и экология
Природный ареал охватывает Прибалтику, Финнляндию, Германию, Швецию, Северо-запад Европейской части России. Встречается в Ленинградской области. Северный подвид, постепенно замещающий Колючник Биберштейна в лесной зоне Восточной Европы. Южная граница распространения проходит по территории Беларуси, где встречается в центральных и северных регионах республики.

## Классификация

### Таксономия[5]
Carlina biebersteinii var. fennica   Meusel & Kästner, 1994, Denkschr. Österr. Akad. Wiss., Mat.-Naturwiss. 128
Подвид Carlina biebersteinii var. fennica относится к виду Колючник Биберштейна (Carlina biebersteinii) рода Колючник (Carlina) семейства Астровые (Asteraceae) порядка Астроцветные (Asterales). Кладограмма в соответствии с Системой APG IV:
|  |                                      |  |                                   |                                   |                    |  | ещё 10 семейств | ещё 10 семейств |                      |  |  |  | еще 31 подтвержденный и 36 в статусе "непроверенных" видов и инфравидовых таксонов | еще 31 подтвержденный и 36 в статусе "непроверенных" видов и инфравидовых таксонов |  |  |
|  |                                      |  |                                   |                                   |                    |  | ещё 10 семейств | ещё 10 семейств |                      |  |  |  | еще 31 подтвержденный и 36 в статусе "непроверенных" видов и инфравидовых таксонов | еще 31 подтвержденный и 36 в статусе "непроверенных" видов и инфравидовых таксонов |  |  |
|  |                                      |  |                                   | порядок Астроцветные              |                    |  |                 |                 | род Колючник         |  |  |  |                                                                                    | Carlina biebersteinii var. fennica                                                 |  |  |
|  |                                      |  |                                   | порядок Астроцветные              |                    |  |                 |                 | род Колючник         |  |  |  |                                                                                    | Carlina biebersteinii var. fennica                                                 |  |  |
|  | отдел Цветковые, или Покрытосеменные |  |                                   |                                   | семейство Астровые |  |                 |                 | Колючник Биберштейна |  |  |  |                                                                                    |                                                                                    |  |  |
|  | отдел Цветковые, или Покрытосеменные |  |                                   |                                   |                    |  |                 |                 |                      |  |  |  |                                                                                    |                                                                                    |  |  |
|  |                                      |  | ещё 63 порядка цветковых растений | ещё 63 порядка цветковых растений |                    |  |                 | ещё 1804 рода   | ещё 1804 рода        |  |  |  | еще 4 инфравидовых таксона                                                         |                                                                                    |  |  |
|  |                                      |  |                                   | ещё 63 порядка цветковых растений |                    |  |                 |                 | ещё 1804 рода        |  |  |  |                                                                                    |                                                                                    |  |  |